# JSL東西対抗戦
JSL東西対抗戦（JSLとうざいたいこうせん）は、1966年から1991年にかけて日本サッカーリーグ（JSL）が主催した対抗試合であり、後のJOMO CUPの始祖となる大会である。1986年からはJSLオールスターサッカーとして開催された。

## 歴史
JSLが発足され翌年の1966年に第1回が開催された。当初は2回戦制で行われており、ボール型の優勝トロフィーは（1勝1敗の場合に備えて）2分割できるように作られていた。休止期間を経て1979年に1回戦制として復活。
1986年よりJSL初のスポンサー付き賞金大会に生まれ変わり、日本コダック（現・コダック）がスポンサーを務めたため「コダック・オールスターサッカー」と呼ばれるようになる。コダックはJリーグ発足後のオールスターでもスポンサーを務めた。MVPの他、敢闘賞にあたるアトラクティブプレーヤー賞が設けられていた(受賞者は賞金が与えられた)。
主に芸能人で結成されたサッカーチーム「ザ・ミイラ」が、前座としてJSLのOBチームや監督チームなどと試合をしていた。

## 試合結果
| 回 | 年月日                      | 会場                        | スコア                      | 得点者                                                                                       | MVP                   | 備考                                                                                        |
| -- | --------------------------- | --------------------------- | --------------------------- | -------------------------------------------------------------------------------------------- | --------------------- | ------------------------------------------------------------------------------------------- |
| 1  | 1966年6月28日 1966年7月1日  | 広島市民球場 国立競技場     | 東軍 1-2 西軍 東軍 1-2 西軍 | 向山正彦 岡光龍三 杉山隆一 八重樫茂生 宮本輝紀 松本育夫                                      |                       | 記者投票で選出                                                                              |
| 2  | 1967年8月31日 1967年9月8日  | 広島市民球場 国立競技場     | 東軍 1-2 西軍 東軍 2-6 西軍 | 釜本邦茂 小城得達 落合弘 釜本邦茂③ 桑原楽之② 八重樫茂生 森孝慈 小城得達                      |                       | 東京12チャンネルで生中継 広島はRCCが制作を担当                                              |
| 3  | 1968年9月3日 1968年9月6日   | 国立競技場 阪急西宮球場     | 東軍 0-6 西軍 東軍 2-3 西軍 | 釜本邦茂③ 桑原楽之 小城得達 宮本輝紀 桑原楽之 渡辺正 釜本邦茂 木村武夫 森孝慈                |                       |                                                                                             |
| 4  | 1969年8月25日 1969年8月29日 | 阪急西宮球場 国立競技場     | 東軍 4-3 西軍 東軍 3-1 西軍 | 渡辺正② 杉山隆一② 桑原楽之 森孝慈 宮本輝紀 杉山隆一 木村武夫 吉水法生 小城得達               |                       |                                                                                             |
| 5  | 1970年9月7日 1970年9月11日  | 阪急西宮球場 国立競技場     | 東軍 0-2 西軍 東軍 1-4 西軍 | 小城得達 上田忠彦 釜本邦茂② 杉山隆一 崎谷誠一 上田忠彦                                       |                       |                                                                                             |
| 6  | 1971年7月14日 1971年8月30日 | 広島県営競技場 国立競技場   | 東軍 2-4 西軍 東軍 0-3 西軍 | 釜本邦茂③ 崎谷誠一 近江友介 足利道夫 釜本邦茂② 宮本輝紀                                      |                       |                                                                                             |
| 7  | 1972年8月25日 1972年8月28日 | 西が丘サッカー場 国立競技場 | 東軍 2-4 西軍 東軍 2-4 西軍 | 永井良和 荒井公三 釜本邦茂 日高憲敬 上田忠彦 吉村大志郎 釜本邦茂③ 郡山義治 荒井公三 上田忠彦 |                       | 観衆：10,000人 西が丘で初のサッカー試合                                                     |
| 8  | 1979年9月30日               | 札幌円山球場                | 東軍 5-3 西軍               | - 西野朗 - ラモス - 上田栄治 - ジョージ与那城 - 松永正利 - 釜本邦茂 - ジャイロ - カルバリオ  | ジョージ与那城 (読売) | 観衆：18,000人／天候：曇り 復活第1回、代表選手は対象外                                      |
| 9  | 1980年8月2日                | 三ツ沢球技場                | 東軍 2-0 西軍               | - 碓井博行 - 永尾昇                                                                          | ラモス (読売)         | 観衆：3,500人／天候：大雨 グランドコンディション不良                                        |
| 10 | 1981年8月1日                | 岡山県営陸上競技場          | 東軍 1-1 西軍               | - 戸塚哲也 - 釜本邦茂                                                                        | 落合弘 (三菱)         | 観衆：3,000人／天候：晴れ ファン投票を初実施                                                |
| 11 | 1982年8月24日               | 大阪球場                    | 東軍 1-5 西軍               | - 伊藤直司② - 楚輪博 - 碓井博行 - 長谷川治久 - 木村和司                                      | 木村和司 (日産)       | 観衆：不明／天候：晴れ ナイター開催                                                         |
| 12 | 1983年8月7日                | 札幌円山競技場              | 東軍 4-1 西軍               | - 戸塚哲也② - 川添孝一 - 長谷川治久 - ジョージ与那城                                         | ジョージ与那城 (読売) | 観衆：5,500人／天候：晴れ 代表選手は対象外                                                  |
| 13 | 1984年8月19日               | 富山県岩瀬スポーツ公園      | 東軍 6-2 西軍               | - 谷中治② - 木村和司 - 都並敏史 - 早稲田一男 - 戸塚哲也 - ラモス - 柱谷幸一                  | ジョージ与那城 (読売) | 観衆：不明／天候：晴れ                                                                      |
| 1  | 1986年10月11日              | 国立競技場                  | EAST 2-0 WEST               | - 松浦敏夫 - 原博実                                                                          | 奥寺康彦 (古河)       | 観衆：不明／天候：雨 コダックをスポンサーにJSLオールスターサッカーと改称                    |
| 2  | 1987年10月11日              | 国立競技場                  | EAST 4-3 WEST               | - 柱谷幸一③ - 戸塚哲也② - ラモス - 原博実                                                    | 戸塚哲也 (読売)       | 観衆：39,000人／天候：曇り 負傷で辞退の松浦敏夫、武田修宏に代わり、戸塚哲也、浅岡朝泰を選出 |
| 3  | 1988年9月15日               | 国立競技場                  | EAST 1-4 WEST               | - 水沼貴史 - 松浦敏夫 - アンドレ - 前田治 - オスカー                                         | アンドレ (ヤマハ)     | 観衆：25,000人／天候：雨                                                                    |
| 4  | 1989年10月1日               | 国立競技場                  | EAST 3-3（PK2-4） WEST      | - ゼ・セルジオ② - レナト - 柱谷哲二 - 木村和司 - 越後和男                                    | 木村和司 (日産)       | 観衆：20,000人／天候：晴れ PK戦を初採用                                                     |
| 5  | 1991年1月13日               | 東京ドーム                  | EAST 3-1 WEST               | - ペデルッチ - 尾崎加寿夫 - 武田修宏 - 永島昭浩                                              | 三浦知良 (読売)       | 観衆：33,000人 開催時期が移行                                                               |
| 6  | 1992年2月2日                | 東京ドーム                  | EAST 2-1 WEST               | - 木村和司 - 北澤豪 - トニーニョ                                                             | ラモス瑠偉 (読売)     | JSL時代最後の大会                                                                           |

## 個人記録
- 最多選出選手　落合弘 11回
- 最多試合出場　落合弘 17試合
- 連続試合出場　落合弘 10試合
- 最多得点　釜本邦茂 21得点
- 連続試合得点　釜本邦茂 6試合12得点（1970年 第2戦－1979年）
- 最多ハットトリック　釜本邦茂 3回（1967年 第2戦、1968年 第1戦、1971年 第1戦）